# Valerie Sternberg-Irvani
Valerie Sternberg-Mottaghi Irvani (* 6. Februar 1991 in Frankfurt am Main) ist eine deutsche Politikerin (Volt). Von Oktober 2019 bis Oktober 2021 war sie gemeinsam mit Reinier van Lanschot Co-Vorsitzende von Volt Europa.

## Karriere
Valerie Sternberg-Irvani absolvierte ihr Bachelorstudium in Volkswirtschaftslehre an der Westfälischen Wilhelms-Universität Münster mit einem Auslandsaufenthalt an der Universität Florenz. Danach absolvierte sie ihr Masterstudium in „Contemporary European Studies“ an der University of Bath und der Università degli Studi di Siena. Von 2018 bis 2021 war Sternberg-Irvani mit Unterbrechung durch ihre politische Tätigkeit als strategische Kommunikationsberaterin tätig.
2017 stieß Valerie Sternberg-Irvani auf Volt Europa. Nach der Wahl Donald Trumps und dem Brexit-Referendum wollte sie sich politisch engagieren und trat der Partei bei. 2018 gründete sie gemeinsam mit 30 weiteren Personen die Partei Volt Deutschland als deutschen Ableger und wurde zur Gründungsvorsitzenden gewählt. In dieser Funktion verantwortete sie den Wahlkampf zur Europawahl 2019, bei der die Partei einen Sitz im Europäischen Parlament mit Damian Boeselager erlangte. Persönlich setzte sie sich das Ziel, Politik für junge Menschen machen zu wollen. und setzte sich für Chancengleichheit ein.
Vom 13. Oktober 2019 bis zum 17. Oktober 2021 war sie zusammen mit Reinier van Lanschot Co-Präsidentin von Volt Europa. Bei der Bundestagswahl am 26. September 2021 kandidierte sie als Direktkandidatin für den Wahlkreis 75 – Berlin-Mitte und wurde auf Platz 1 der Landesliste für Berlin gewählt, wo sie gemeinsam mit Paul Loeper Spitzenkandidatin war. Dabei erreichte sie 1.492 Erststimmen, was einem Stimmenanteil von 1 % entspricht. Einen Sitz im Bundestag verpasste die Partei dadurch.

## Positionen
Während der COVID-19-Pandemie kritisierte sie die verhängten Maßnahmen zur Eindämmung als unkoordinierte Aktionen. Besonders die Grenzkontrollen seien nicht hilfreich und eine Untergrabung der Fundamente Europas. Sie selbst forderte sogenannte Corona-Bonds sowie Investitionen mit einer langfristigen Perspektive wie digitale und grüne Infrastruktur, flankiert von der Einhaltung sozialer Mindeststandards.
2021 sprach sie sich in einem gemeinsamen Meinungsbeitrag mit Lanschot für eine Reform der europäischen Außenpolitik aus, deren aktuellen Zustand sie als gefährlich bezeichnete. Europa müsse mit einer Stimme sprechen. Dazu solle das Veto im Rat aufgehoben und durch qualifizierte Mehrheiten ersetzt werden, das Europäische Parlament mit mehr Befugnissen ausgestattet werden und der Europäische Auswärtige Dienst und der Europäische Gerichtshof ein umfassendes Mandat erhalten.